# Lenz-Majewski-Syndrom
Das Lenz-Majewski-Syndrom oder Hyperostotischer Kleinwuchs Typ Lenz-Majewski ist eine sehr seltene angeborene Erkrankung. Die Erbkrankheit äußert sich durch Symptome wie  Kleinwuchs, Gesichtsdysmorphie, laxer Haut und fortschreitender Sklerosierung des Knochens (Osteosklerose).
Synonyme sind: Braham-Lenz-Syndrom; englisch Lenz-Majewski hyperostotic dwarfism
Die Erstbeschreibung noch als Camurati-Engelmann-Syndrom stammt aus dem Jahre 1969 durch R. L. Braham.
Die Bezeichnung bezieht sich auf die Erstabgrenzung von 1974 durch den deutschen Humangenetiker Widukind Lenz und den deutschen Kinderarzt und Humangenetiker Frank Majewski.

## Verbreitung
Die Häufigkeit wird mit unter 1 zu 1.000.000 angegeben, die Vererbung erfolgt autosomal-dominant.

## Ursache
Der Erkrankung liegen Mutationen im PTDSS1-Gen im Chromosom 8 am Genort q22.1 zugrunde.

## Klinische Erscheinungen
Klinische Kriterien sind:
- Manifestation im frühen Säuglingsalter mit Gedeihstörung
- Vorgealtertes „progeroides“ Aussehen
- Weite Schädelnähte und Fontanelle
- Kraniofaziale Dysmorphie mit  prominenter breiter Stirn,  Hypertelorismus, verlegte Tränenkanäle, große schlaffe Ohrmuscheln, Zahnschmelzdefekte
- Kutis laxa, dünne welke Haut mit  vermehrter Venenzeichnung,  Hernien, Kryptorchismus eventuell Hypospadie
- Geistige Retardierung
- Schwerer Minderwuchs
- Häutige Syndaktylie der zweiten bis fünften Finger
- Brachydaktylie[2]

## Diagnose
Ergänzend zum klinischen Bild liegen typische Kriterien im Röntgenbild vor:
- Progrediente Osteosklerose der Schädelknochen und Wirbelkörper, breite Rippen und Schlüsselbeine
- Diaphysäre Sklerose  mit Verbreiterung der Röhrenknochen
- Hypoplasie der Mittelphalangen.

## Differentialdiagnose
Differentialdiagnostisch sind abzugrenzen:
- Camurati-Engelmann-Syndrom
- Kraniodiaphysäre Dysplasie
- Kraniometaphysäre Dysplasie